# Hareca

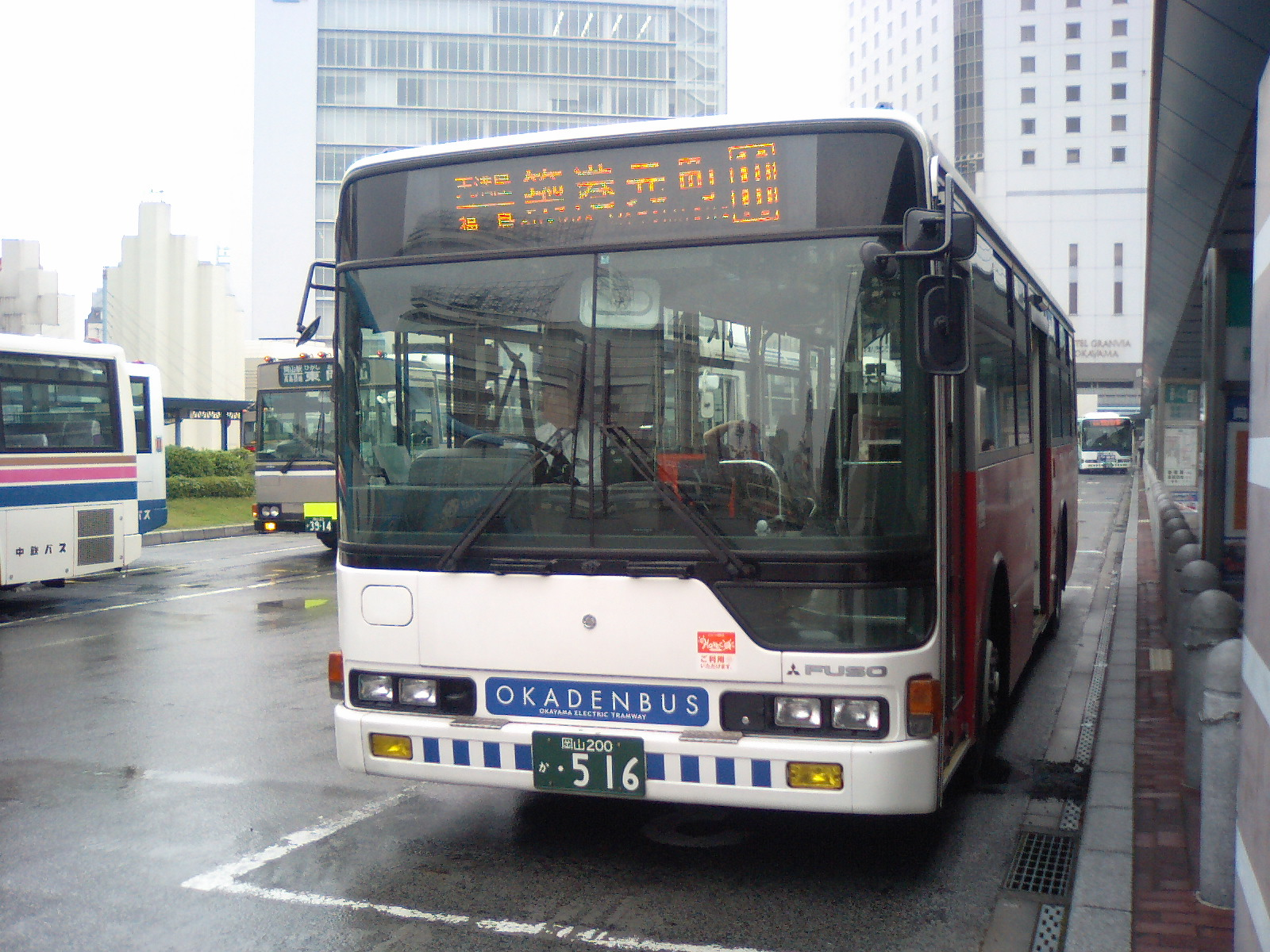
Hareca 지원 스티커가 부착된 버스

Hareca는 오카야마 전기 궤도 · 도비 버스 · 료비 홀딩스 (료비 버스) · 시모쓰이 전철 · 우노 자동차의 오카야마 지역의 궤도 (노면 전차) 버스 사업자 5개사에 도입된 비접촉식 IC 카드 방식에 의한 교통 카드로, 오카야마 현 버스 협회가 상표를 관리하고 있다. 전자 화폐 기능은 없다.